# Mark Strand

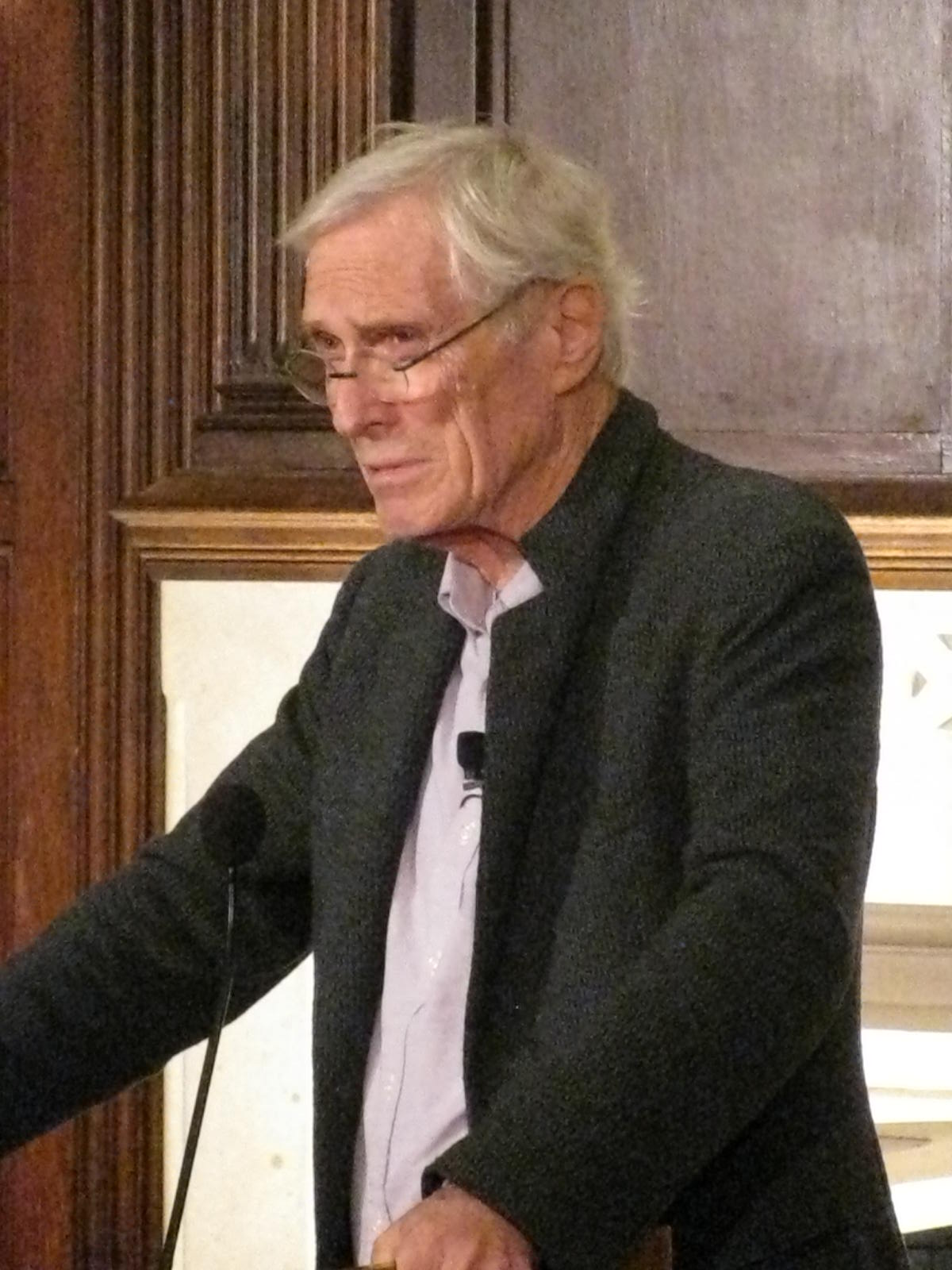
Mark Strand (2012)

Mark Apter Strand (* 11. April 1934 in Summerside, Prince Edward Island, Kanada; † 29. November 2014 in New York City) war ein US-amerikanischer Dichter. Der Pulitzer-Preis-Träger war 1990/1991 Poet Laureate der Vereinigten Staaten.

## Leben
Mark Strand wurde im April 1934 in Summerside auf der kanadischen Prince Edward Island geboren und verbrachte seine Kindheit in verschiedenen kanadischen und US-amerikanischen Städten sowie in Kolumbien, Mexiko und Peru, bedingt durch die Tätigkeit seines Vaters für den Konzern Pepsi-Cola. Ursprünglich den Wunsch verfolgend, Künstler zu werden, studierte er zunächst am privaten Antioch College in Ohio, ehe er nach seinem Abschluss 1957 ein zweites Bachelor-Studium an der Yale University bei Josef Albers aufnahm. Als er dieses 1959 erfolgreich abgeschlossen hatte, strebte er eine Laufbahn als Dichter an. Über das Fulbright-Programm reiste er daraufhin zunächst nach Italien, um dort die italienische Lyrik des 19. Jahrhunderts zu studieren, bevor er nach seiner Rückkehr in den USA zu dem prestigeträchtigen Master-Studiengang des Iowa Writers’ Workshop zugelassen wurde. Diesen schloss er 1962 erfolgreich ab.
1968 gelang Strand der Durchbruch, als sein zweiter Gedichtband Reasons for Moving im bekannten Verlagshaus Atheneum erschien. Dort publizierte er in den folgenden Jahren weitere Bände. Sein Frühwerk zeichnete sich besonders durch kurze, fast surreal anmutende Gedichte über die Auflösung des Selbsts aus; oftmals behandelte er „Tod, Verzweifelung und Auflösung“. William Grimes verglich Strands lyrisches Werk in einem Nachruf in der New York Times mit der Sprache der modernistischen Dichter Wallace Stevens und Elizabeth Bishop und der Klarheit und dem Schattenspiel modernistischer Maler wie Giorgio de Chirico oder René Magritte. 1980 entschied er inmitten einer künstlerischen Krise, sich von der Lyrik abzuwenden. In den nächsten Jahren publizierte er einige Kinderbücher und Kurzgeschichten, veröffentlichte Sachbücher zu den modernistischen Malern Edward Hopper und William Bailey und gab einen Essayband zum Thema The Art of the Real (1983) heraus. Als er Ende der 1980er Jahre zur Lyirk zurückkehrte, entschied er sich, fortan längere und inhaltlich weniger selbstbezogene Gedichte zu verfassen. 1990 und 1993 demonstrierte er seinen neuen Stil in zwei richtungsweisenden Gedichtbänden; 1990/1991 war er Poet Laureate der Vereinigten Staaten. Von 1995 bis 2000 war er Kanzler der Academy of American Poets, 1998 wurde er im Magazin The Paris Review von Wallace Shawn für die Reihe „Art of Fiction“ interviewt. 1999 gewann er für einen weiteren Gedichtband den Pulitzer-Preis für Dichtung.
Neben seinem eigenen lyrischen Schaffen wirkte Strand in vielerlei Weise auch als Herausgeber und Übersetzer sowie als Dozent an diversen US-amerikanischen Hochschulen, unter anderem in Harvard, Princeton, Yale und an der Johns Hopkins University. 1965 wirkte er für ein Jahr als Fulbright-Dozent in Brasilien. Viele Jahre war er Professor an der Columbia University in New York, hatte aber dennoch seinen Lebensmittelpunkt in Madrid. In seinen letzten Jahren widmete er sich der Erstellung von Papiercollagen, von denen einige in einer Kunstgalerie im New Yorker Stadtteil Chelsea ausgestellt wurden. Eine Gesamtausgabe seiner Gedichte erschien kurz vor seinem Tod. Strand starb im November 2014 im Alter von 80 Jahren im New Yorker Stadtteil Brooklyn, wo er sich gerade ein neues Zuhause aufbauen wollte, an einem Liposarkom. Der zweifach geschiedene Strand hinterließ drei Kinder und seine Lebensgefährtin.

## Ehrungen
- 1974: Edgar Allen Poe Prize der Academy of American Poets[2]
- 1975: Arts and Letters Award in Literature der American Academy of Arts and Letters
- 1979: Fellow der Academy of American Poets[2]
- 1981: Aufnahme in die American Academy of Arts and Letters
- 1987: MacArthur-Fellow[1]
- 1993: Bollingen Prize for Poetry[1]
- 1995: Aufnahme in die American Academy of Arts and Sciences[5]
- 1999: Pulitzer-Preis für Dichtung für Blizzard of One[1]
- 2004: Wallace Stevens Award[2]
- 2008: „Ehrengast“ (ospite d’onore) des Premio Laudomia Bonanni[6]
- 2009: Gold Medal der American Academy of Arts and Letters

## Veröffentlichungen
Lyrik
- Sleeping with One Eye Open. Stone Wall Press, Iowa City 1964.
- Reasons for Moving. Atheneum, New York 1968.
- Darker. Atheneum, New York 1970.
- The Sargeantville Notebook. Burning Decks, Providence 1973.
- The Story of Our Lives. Atheneum, New York 1973. ISBN 0-689-10576-2.
- Elegy for My Father. Windhover, Iowa City 1978.
- The Monument. Ecco Press, New York 1978. ISBN 0-912946-50-4.
- The Late Hour. Atheneum, New York 1978. ISBN 0-689-10879-6.
- Selected Poems. Atheneum, New York 1980. ISBN 0-689-11088-X.
- The Continuous Life. Alfref A. Knopf, New York 1990. ISBN 0-394-58817-7.
- Dark Harbor. Alfred A. Knopf, New York 1993. ISBN 0-679-41886-5.
- Blizzard of One. Alfred A. Knopf, New York 1998. ISBN 0-375-40139-3.
- The Weather of Words: Poetic Invention. Alfred A. Knopf, New York 2000. ISBN 0-375-40911-4.
- Man and Camel. Alfred A. Knopf, New York 2006. ISBN 0-307-26296-0.
- New Selected Poems. Alfred A. Knopf, New York 2007. ISBN 978-0-307-26297-4.
- Almost Invisible. Alfred A. Knopf, New York 2013. ISBN 978-0-375-71218-0.
- Collected Poems. Alfred A. Knopf, New York 2014. ISBN 978-0-385-35251-2.

Kinderliteratur
- The Planet of Lost Things. Illustriert von William Pène du Bois. Clarkson N. Potter, New York 1982. ISBN 0-517-54184-X.
- The Night Book. Illustriert von William Pène du Bois. Clarkson N. Potter, New York 1985. ISBN 0-517-55047-4.
- Rembrandt Takes a Walk. Illustriert von Red Grooms. Clarkson N. Potter, New York 1987. ISBN 0-517-56293-6.

Kurzgeschichten
- Mr. and Mrs. Baby and Other Stories. Alfred A. Knopf, New York 1985. ISBN 0-394-51359-2.

Sachliteratur
- William Bailey. Harry N. Abrams, New York 1987. ISBN 0-8109-0720-8.
- Hopper. Ecco Press, New York 1994. ISBN 0-88001-343-5.

Herausgeberschaften
- The Contemporary American Poets: American Poetry since 1940. New American Library, New York 1969.
- New Poetry of Mexico. E. P. Dutton, New York 1970.
- mit Charles Simic: Another Republic: 17 European & South American Writers. ISBN 0-912946-28-8.
- Art of the Real: Nine American Figurative Painters. Mit einem Vorwort von Robert Hughes. Mit Fotografien von Timothy Greenfield-Sanders. Clarkson N. Potter, New York 1983. ISBN 0-517-54759-7.
- The Best American Poetry 1991 (= David Lehman (Hrsg.): The Best American Poetry). Collier Books, New York 1991. ISBN 0-02-069844-5.
- The Golden Ecco Anthology by Mark Strand: 100 Great Poems of the English Language. Ecco Press, New York 1994. ISBN 0-88001-433-4.
- mit Eavan Boland: The Making of a Poem: A Norton Anthology of Poetic Forms. W. W. Norton, New York 2000. ISBN 0-393-04916-7
- 100 Great Poems of the Twentieth Century. W. W. Norton, New York 2005. ISBN 0-393-05894-8.

Übersetzungen
- 18 Poems from the Quechua. Halty Ferguson, Cambridge 1971.
- Rafael Alberti: The Owl’s Insomnia. Atheneum, New York 1973.
- Carlos Drummond de Andrade: Souvenir of the Ancient World. Antaeus Editions, New York 1976.
- Mark Strand, Thomas Colchie (Hrsg.): Carlos Drummond de Andrade: Travelling in the Family: Selected Poems. Übersetzt von den Herausgebern und von Elizabeth Bishop und Gregory Rabassa. Random House, New York 1986. ISBN 0-394-74751-8.
- Looking for Poetry: Poems by Carlos Drummond de Andrade and Rafael Alberti, with Songs from the Quechua. Alfred A. Knopf, New York 2002. ISBN 0-375-70988-6.

## Deutschsprachige Hörspielbearbeitung
- 2014: Diverse Autoren: Irres Licht. frei nach Textmotiven von William S. Burroughs, Mark Strand und E. A. Mares – Co-Autor, Komposition und Regie: Uwe Dierksen (SWR)
  - Vorlagen: William S. Burroughs: Naked Lunch (Roman, englisch), Mark Strand: Delirium Waltz (Langgedicht, englisch), E. A. Mares: Lyrik (amerikanisch)[7]